# System transportowy
System transportowy – pojęcie odnoszące się do wyposażenia i organizacji transportu na danym obszarze (np. system transportowy państwa, regionu czy miasta). Jest złożonym układem podsystemów technicznych (gałęziowych, funkcjonalnych), organizacyjnych, finansowych i regulacyjnych. Główny jego szkielet stanowi układ infrastruktury decydujący o dostępności transportowej obszaru. O efektach użytkowych systemu decyduje dostępność i jakość oferowanych usług transportowych.
Transport ze swej istoty jest sferą działalności gospodarczej o systemowym charakterze. Użyteczność transportu jest tym większa, im silniejsze i bardziej systemowe są powiązania między jego poszczególnymi formami.
Na przestrzeni ostatnich stu kilkudziesięciu lat transport w rozwiniętych gospodarczo krajach stał się sferą w dużej mierze usystematyzowaną, ale istniejące systemy są wciąż niewydolne, przestarzałe i niekompletne, co stwarza konieczność prowadzenia konsekwentnej polityki ich rozwoju.